# Crocidophora tienmushana
Crocidophora tienmushana is een vlinder van de familie van de grasmotten (Crambidae). De wetenschappelijke naam van deze soort is voor het eerst voorgesteld door Aristide Caradja en Edward Meyrick in een publicatie uit 1935.
De soort komt voor in China (Zhejiang) en is vernoemd naar de typelocatie, de berg Tianmu ("Tianmushan") in Zhejiang.